# NGC 6485
NGC 6485 est une galaxie spirale située dans la constellation d'Hercule. Sa vitesse par rapport au fond diffus cosmologique est de 4 665 ± 12 km/s, ce qui correspond à une distance de Hubble de 68,8 ± 4,8 Mpc (∼224 millions d'al). NGC 6485 a été découverte par l'astronome allemand Albert Marth en 1864.
La classe de luminosité de NGC 6485 est II-III et elle présente une large raie HI.